# Giancarlo Maldonado
Giancarlo Gregorio Maldonado Marrero (Caracas, 29 de junho, 1982) é um futebolista Venezuelano que atua como  Atacante, Atualmente joga no Mineros de Guayana.

## Carreira
Ao contrario da maioria dos futebolistas, começou sua carreira longe de casa, seu primeiro time foi o River Plate do Uruguai, e apesar de ter jogado apenas 12 partidas, anotou 3 gols para o time e logo chamou a atenção do Nacional Táchira, da Venezuela, que negociou um emprestimo de 6 meses com o River do Uruguai. Com 13 partidas e 8 gols, o jogador volta para o River e desta vez outro time venezuelano pede o jogador emprestado, desta vez é o Mineros de Guayana, com 8 jogos e 5 gols, o UA Maracaibo também da Venezuela, compra o passe definitivo do jogador e em 122 partidas, Maldonado anota 27 gols. em 2003 é convocado para a Seleção Venezuelana de Futebol, a sua primeira partida foi um amistoso entre Venezuela e Haiti, partida vencida pela Vinotinto por 3 a 2. Porém, o seu primeiro gol pela Seleção só foi chegar em 2005, em outro amistoso, desta vez contra a Estonia, partida que terminou em 3 a 0 para a Venezuela. Em 2007 é convocado para a Copa América. Em 2008, em um amistoso entre Venezuela e Brasil, foi um dos protagonistas, marcando 1 dos 2 gols da vitória histórica da Seleção Venezuelana . Em junho de 2012, foi contratado para defender o Mineros de Guayana por seis meses.

## Títulos

### UA Maracaibo
- Campeonato de Venezuela de futebol : 2004/05

### Atlante
- Campeonato Mexicano de Futebol : 2007 (Apertura)
- Liga dos Campeões da CONCACAF : 2008/09
- Bola de Ouro Américana: 2007